# Tournus
Tournus là một xã trong tỉnh Saône-et-Loire, thuộc vùng Bourgogne-Franche-Comté của nước Pháp, có dân số là 6.231 người (thời điểm 1999).

## Nhân khẩu học
| 1844  | 1962  | 1968  | 1975  | 1982  | 1990  | 1999  |
| ----- | ----- | ----- | ----- | ----- | ----- | ----- |
| 5 311 | 6 450 | 7 108 | 7 443 | 6 977 | 6 568 | 6 231 |

## Những người con của thành phố
- Jean-Baptiste Greuze (1725–1805), họa sĩ